# Hejnice

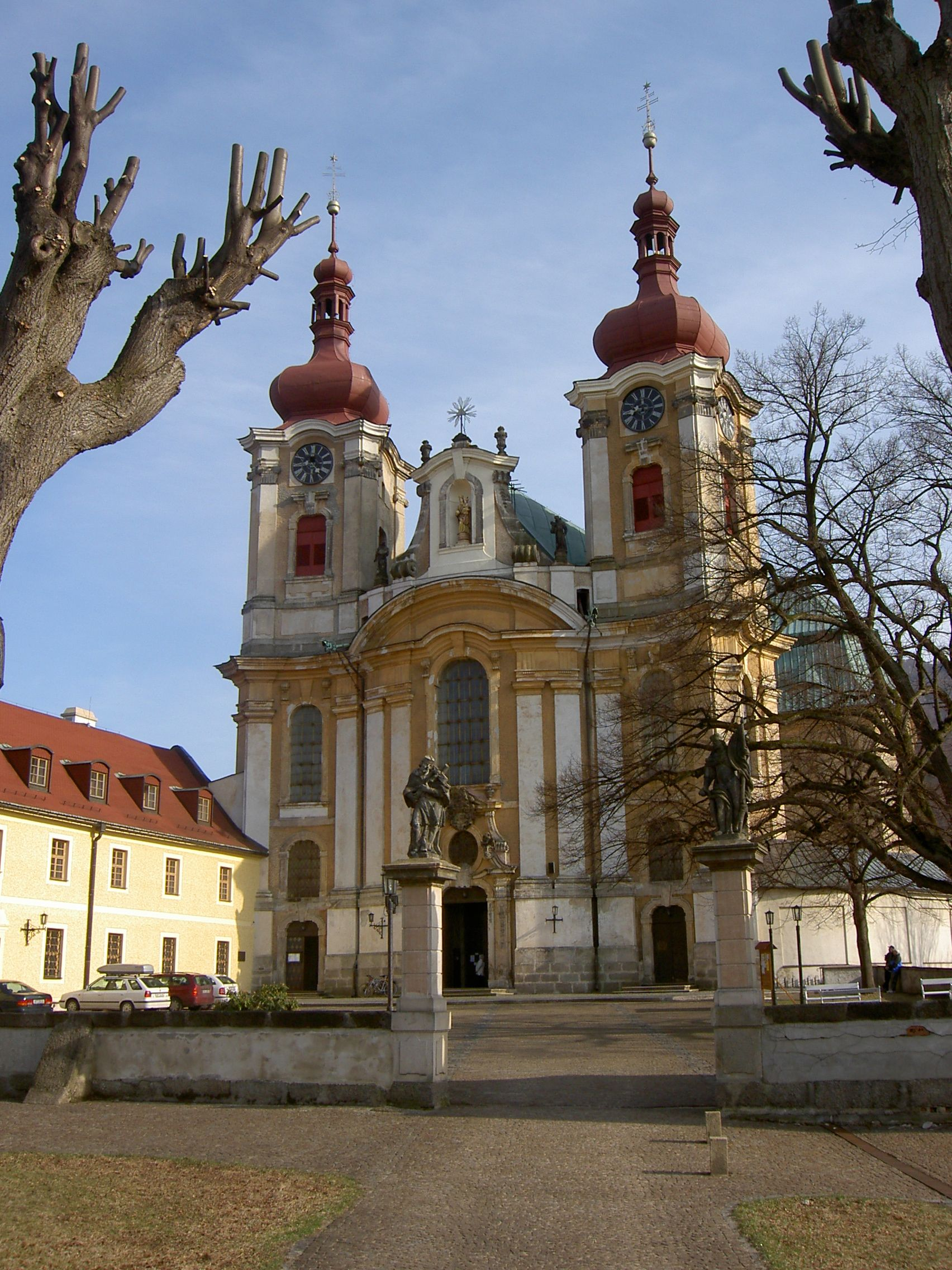
Bazylika w Hejnicach

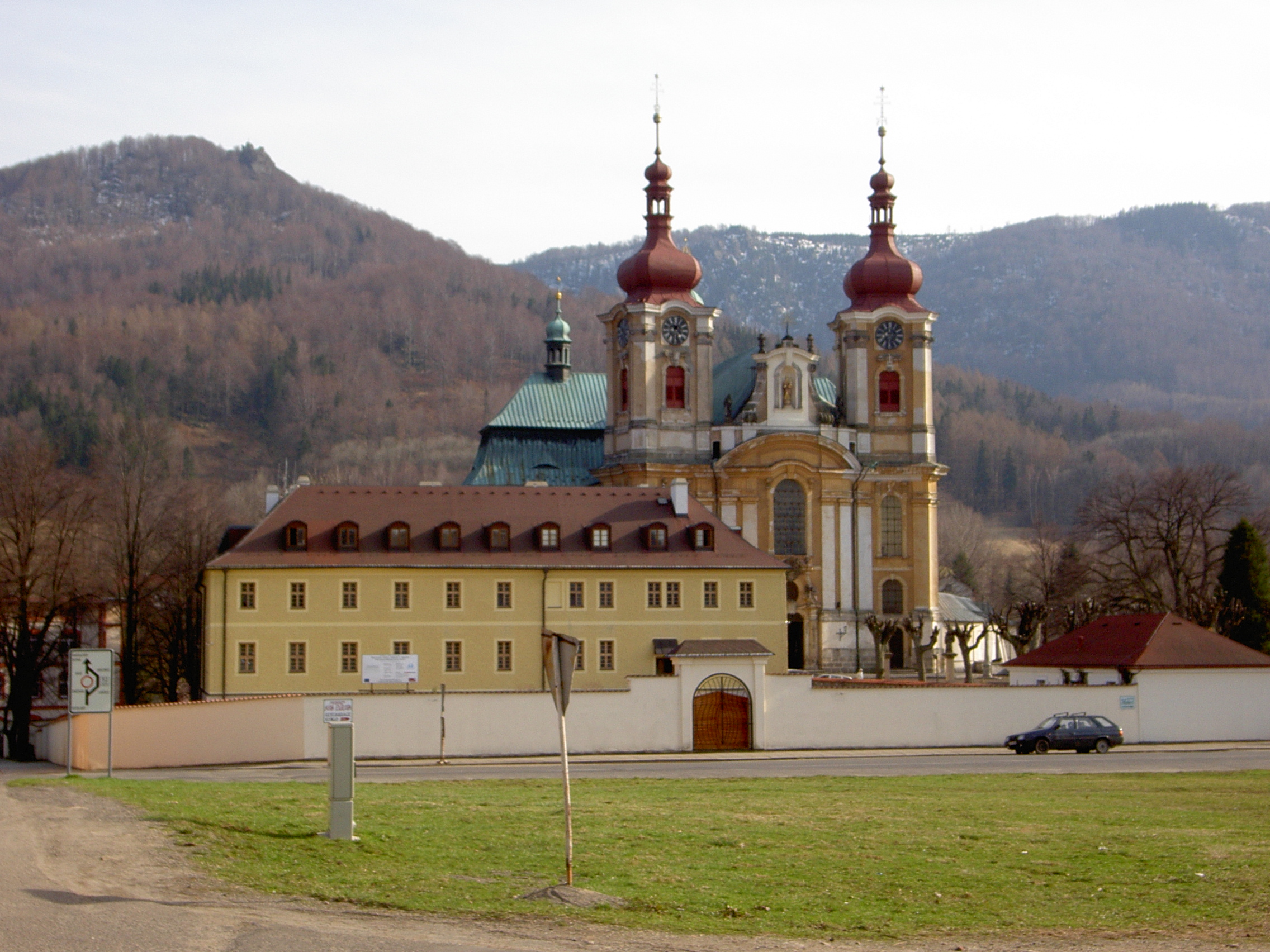
Bazylika i klasztor w Hejnicach

Hejnice (niem. Haindorf) − miasto w Czechach, w kraju libereckim nad Witką.
Według danych z 31 grudnia 2003 powierzchnia miasta wynosiła 3 819 ha, a liczba jego mieszkańców 2 751 osób.
W Hejnicach znajduje się barokowa bazylika mniejsza Najświętszej Maryi Panny oraz klasztor.
Do 1946 w miejscowości znajdował się pomnik ofiar I wojny światowej, zrekonstruowany we współczesnej formie w 2016.
W miejscowości jest przystanek kolejowy Hejnice.

## Demografia
| Rok             | 1970  | 1980  | 1991  | 2001  | 2003  |
| --------------- | ----- | ----- | ----- | ----- | ----- |
| Liczba ludności | 2 057 | 2 549 | 2 537 | 2 704 | 2 751 |

Źródło: Czeski Urząd Statystyczny